# Авария (повесть)
«Авария» (нем. Die Panne) — произведение швейцарского писателя Фридриха Дюрренматта, объединяющее в себе несколько форм: повесть, радиопьесу (1956), телеспектакль (1957) и комедийную пьесу (1979).
Повесть, написанная в 1955 году, впервые была опубликована с подзаголовком Почти правдоподобная история  (нем. Eine noch mögliche Geschichte) издательством Arche в 1956 году. Ещё до публикации книги на НДР, в Гамбурге 17 января 1956 года, состоялась премьера радиоспектакля, поставленная Густавом Бурместером. В 1957 году «Авария» была переосмыслена в формате телеспектакля под управлением Фрица Умгельтера, а 13 сентября 1979 года, в парке Вильгельмсбад (Ханау), пьеса впервые была поставлена на театральной сцене под непосредственной режиссурой автора.

## Сюжет
В первой части Дюрренматт рассуждает на тему остались ли ещё «правдоподобные истории» для писателей. Читателей ведь интересуют только признания, скандалы и самокопания автора. Литература, как полагал Дюрренматт, не может заключаться в том, чтобы выворачивать свой «внутренний мир» наизнанку. Он хотел «скрыться» за своим произведением, но не был уверен, возможно ли ещё это. Наконец он приходит к тому, чтобы жить в мире «Аварии». Каким бы ни становился мир технологичным, неполадки — всегда будут. Покуда есть неисправности, есть и материал для писателей. С такого вывода начинается вторая часть, собственно сама повесть.
Отправной точкой является поломка автомобиля представителя текстильной промышленности Альфредо Трапса, вынуждающая его переночевать в деревне. Его направляют в дом вышедшего на пенсию судьи по имени Вухт, который приглашает его разделить трапезу у пышно накрытого стола, при условии его согласия сыграть в игру, в которой он выступит в роли обвиняемого перед судом, где Вухт со своими друзьями-пенсионерами: прокурором Цорном, защитником Куммером и палачом Пиле будут вершить над ним правосудие. Трапc, будучи человеком не лишённым чувства юмора и являясь членом клуба «Шлараффия», принимает приглашение, предвкушая хорошо повеселиться и даже отказывается ради этого провести вечер в фешенебельной гостинице с перспективой внебрачного любовного приключения.
За столом Трапс открыто и самодовольно рассказывает о своей карьере и жизни. Вскоре в разговоре открываются честолюбивые качества предпринимателя, знающего толк в методах социального продвижения. Поначалу он гордится этим, но по ходу вечера ему становится ясно, что следствие в процессе игры давно началось. С позиции суда он осознаёт, что хоть и действовал всегда в рамках закона, но не следовал честному этосу, используя слабости других в корыстных целях.
Любовную связь Трапса с женой его бывшего, рано ушедшего из жизни, шефа Гигакса, прокурор Цорн представляет убийством, так как Трапс знал о его болезни сердца и инфаркт, вызванный потрясением, был ожидаем. Всё более пьяный Трапс считает в конце концов сам себя виновником и ему это даже нравится. Он прерывает речь Куммера, настаивающего на его невиновности, признаётся в убийстве и просит Вухта о решении суда. Тот заканчивает вечер, приговорив пьяного Трапса к смертной казни, и отдаёт распоряжение Пиле отвести гостя в комнату для приговорённых к смерти на ночлег.

## Вариации
Произведение имеет различные концовки. В повести, убеждённый в своей вине, Трапс совершает самоубийство через повешение. Судья утверждает, что смертная казнь является логичным завершением «игрового» судебного заседания. Однако Альфредо Трапс воспринимает приговор крайне серьёзно и считает его обязательным к исполнению, несмотря на то, что он основан лишь на признании самого осуждённого в виновности. Хозяева, обнаружив тело гостя, с сожалением отмечают, что он омрачил их приятно проведённый вечер. В радиопьесе Трапс, проснувшись утром, недоумевает, как он мог считать себя преступником. После чего он поспешно покидает дом-ловушку. В 1979 году Фридрих Дюрренматт адаптировал произведение для театральной постановки. Финал пьесы включает два вердикта для главного героя Трапса: метафизический — о виновности, и юридический — о невиновности. Судья позволяет Трапсу самому выбрать подходящий приговор. В итоге Трапс стреляется. В театральной постановке появляются дополнительные действующие лица. В советской экранизации в финале Трапс попадает в автомобильную катастрофу.

## История создания и некоторые детали
Создание повести было вызвано финансовыми трудностями Дюрренматта в 1950-х годах; заказы на радиопостановки от немецкого радио принесли ему около 5000 швейцарских франков за два месяца работы.
Имя Альфредо напоминает о преступнике или жертве Альфреде Илле из «Визита старой дамы». Фамилия происходит либо от английского слова trap, что означает «попасть в ловушку», либо от бернского выражения i öppis ine trappe, «вляпаться во что-то».
В течение трапезы вина и коньяк становятся всё старше, вплоть до XIX века. Сами хозяева тоже родом из XIX века, как и право, по которому они выносят смертный приговор.
Центральная мысль повести раскрывается, когда Трапс на вопрос, в каком преступлении его обвиняют, получает ответ: «Это, мой друг, несущественно. Преступление всегда найдётся» и «Сознаться придётся, хочется того или нет, а в чём сознаться есть всегда». Она восходит к глубоко пессимистичному убеждению Дюрренматта, что весь мир — это преступление, которое невозможно ни раскрыть, ни искупить. К такому заключению он пришёл в 1940-е годы во время учёбы в Цюрихском университете, так как не мог объяснить происходящее иначе.

## Критика
«Аварию» часто сравнивают с романом Франца Кафки «Процесс» благодаря сходным чертам в построении сюжета и тематике. Оба произведения исследуют внезапность и парадоксальность событий, используют элементы гротеска и юмора. Центральное место занимает модель суда, которая раскрывает тайное и делает скрытое публичным. Оба автора поднимают схожие вопросы: может ли человек, не осознающий за собой вины, быть признан виновным? И что произойдёт, если раскрыть перед ним правду о его жизни?

## Переводы на русский
- В. Адуева, М. Павлова (Авария; Авария. История, которая ещё возможна), 1961 год — третье издание.
- Елена Якушкина (Авария), 1969 год — второе издание[2].
- Николай Бунин (Авария), 1990 год — третье издание.
- Роман Эйвадис (Авария; Авария. Потенциальная история), 2016 год — второе издание[13].

## Адаптации
- The Deadly Game (Смертельная игра) — американская пьеса Джеймса Яффе 1960 года[14].
- Shantata! Court Chalu Aahe (Тихо! Идёт судебное заседание) — пьеса на маратхи  Вияджема Тендулкара 1967 года[15].
- A Spanner in the Works (Палка в колёса) — сценическая адаптация  Джулиана Форсайта для Гринвичского студийного театра 1994 года[16].

## Экранизации
| Год  | Страна              | Название                            | Оригинальное название                    | Режиссёр             | Альфредо Трапс                       | Судья               | Комментарий             |
| ---- | ------------------- | ----------------------------------- | ---------------------------------------- | -------------------- | ------------------------------------ | ------------------- | ----------------------- |
| 1957 | ФРГ                 | Авария                              | нем. Die Panne                           | Фриц Умгельтер       | Петер Арвайлер                       | Курт Хорвитц        | Чёрно-белый телефильм   |
| 1972 | Италия, Франция     | Самый прекрасный вечер в моей жизни | итал. La più bella serata della mia vita | Этторе Скола         | Альберто Сорди в роле Альфредо Росси | Шарль Ванель        | Вольная интерпретация   |
| 1974 | СССР                | Авария                              | Авария                                   | Витаутас Жалакявичюс | Регимантас Адомайтис                 | Юри Ярвет           | Телефильм               |
| 1982 | США, Великобритания | Смертельная игра                    | англ. The Deadly Game                    | Джордж Шефер         | Джордж Сигал в роле Хауарда Трэпа    | Роберт Морли        | Телефильм               |
| 2021 | Индия               | Лица                                | хинди चेहरे                                | Руми Джаффери        | Эмран Хашми в роли Самира Мехры      | Дхритиман Чаттерджи | Мистерия, триллер       |
| 2021 | Индия               | Расследование                       | бенг. অনুসন্ধান                             | Камалешвар Мукхерджи | Сасвата Чаттерджи в роли Индры       | Чурни Гангули       | Психологический триллер |